# Altitalisches Alphabet
Das altitalische Alphabet wurde zur Schreibung verschiedener Sprachen auf der Italienischen Halbinsel benutzt. Es basiert auf dem griechischen Alphabet in einer westlichen Variante und wurde von den griechischen Siedlern in Kyme übernommen. Es diente als Grundlage für das lateinische Alphabet und wurde auch zur Verschriftlichung anderer Sprachen benutzt, u. a. in einer Variante für die etruskische und einer für die venetische Sprache sowie einer Anzahl von Sprachen des italischen Zweigs der indogermanischen Sprachfamilie, u. a. die oskische Sprache und die umbrische Sprache.
Unicode implementiert das altitalische Alphabet unter der Bezeichnung Old Italic im Bereich U+10300 bis U+1032F. Die folgende Tabelle benutzt die in Unicode definierten Zeichen und kann nur dargestellt werden, wenn ein geeigneter Font auf dem Computer installiert ist.
| Buchstabe | Unicode | Transliteration | Name |
| --------- | ------- | --------------- | ---- |
|           | 𐌀       | a               | a    |
|           | 𐌁       | b               | be   |
|           | 𐌂       | c               | ke   |
|           | 𐌃       | d               | de   |
|           | 𐌄       | e               | e    |
|           | 𐌅       | v               | ve   |
|           | 𐌆       | z               | ze   |
|           | 𐌇       | h               | he   |
|           | 𐌈       | þ               | the  |
|           | 𐌉       | i               | i    |
|           | 𐌊       | k               | ka   |
|           | 𐌋       | l               | el   |
|           | 𐌌       | m               | em   |
|           | 𐌍       | n               | en   |
|           | 𐌎       | š               | esh  |
|           | 𐌏       | o               | o    |
|           | 𐌐       | p               | pe   |
|           | 𐌑       | ś               | she  |
|           | 𐌒       | q               | ku   |
|           | 𐌓       | r               | er   |
|           | 𐌔       | s               | es   |
|           | 𐌕       | t               | te   |
|           | 𐌖       | u               | u    |
|           | 𐌗       | x               | eks  |
|           | 𐌘       | ph              | phe  |
|           | 𐌙       | ch              | khe  |
|           | 𐌚       | f               | ef   |
|           | 𐌛       | ř               | ers  |
|           | 𐌜       | ç               | che  |
|           | 𐌝       | í               | ii   |
|           | 𐌞       | ú               | uu   |
| Zeichen   | Unicode | Römische Zahl   | Wert |
|           | 𐌠       | I               | 1    |
|           | 𐌡       | V               | 5    |
|           | 𐌢       | X               | 10   |
|           | 𐌣       | L               | 50   |

Es wird häufig vermutet, dass die germanische Runenschrift sich aus der nordetruskischen Variante dieses Alphabets oder den davon abstammenden alpinen Alphabeten (venetisches, rätisches, lepontisches Alphabet) entwickelt hat.